# (8209) Toscanelli
(8209) Toscanelli est un astéroïde de la ceinture principale.

## Description
(8209) Toscanelli est un astéroïde de la ceinture principale. Il fut découvert le 28 février 1995 à Sormano par Piero Sicoli et Pierangelo Ghezzi. Il présente une orbite caractérisée par un demi-grand axe de 2,61 UA, une excentricité de 0,17 et une inclinaison de 10,0° par rapport à l'écliptique.

## Compléments